# Otto Haug
Otto Haug, född 24 juli 1876 i Oslo, död 3 mars 1948 i Oslo, var en norsk friidrottare (stavhopp). Han vann SM-guld i längdhopp 1901. Han tävlade för Kristiania IF i Oslo.